# Antiracotis voeltzkowi
Antiracotis voeltzkowi là một loài bướm đêm trong họ Geometridae.